# Mohammad Khouja
Mohammad Khouja, né le 15 mars 1982, est un footballeur saoudien. Il joue au poste de gardien de but avec l'équipe d'Arabie saoudite et le club de Al Shabab Riyad.

## Carrière

### En club
- 2003-2005 : Ohud Médine -  Arabie saoudite
- Depuis 2005 : Al Shabab Riyad -  Arabie saoudite

### En équipe nationale
Khouja participe à la coupe du monde 2006 avec l'équipe d'Arabie saoudite. Il est le troisième choix du sélectionneur au poste de gardien de but.

## Palmarès
- 8 sélections entre 2004 et 2006.